# Germana Tânger
Maria Germana Dias da Silva Moreira Tânger Corrêa, mais conhecida como Germana Tânger GOIH (Coração de Jesus, Lisboa, 16 de janeiro de 1920 – Lisboa, 22 de janeiro de 2018), foi uma atriz, encenadora, declamadora e divulgadora de poesia portuguesa.

## Biografia
Nasceu a 16 de janeiro de 1920, em casa dos pais, no n.º 18 da Rua Conde de Redondo, freguesia do Coração de Jesus, em Lisboa. Era filha de Elmino Alberto da Silva Moreira (1876-1929), professor em várias escolas e inspetor das escolas da Voz do Operário, natural de Lisboa (freguesia da Pena), e de Palmira Antonieta Dias da Silva Moreira (Macau, 23 de setembro de 1876 – Lisboa, 28 de abril de 1945). A casa onde nasceu era a sede do Colégio Camões - Internato e Externato para Educação de Meninas e também de Meninos até aos 12 anos, dirigido inicialmente pela sua mãe e pelo primeiro marido desta, João António de Sousa Barbosa.
Foi aluna do Liceu Maria Amália Vaz de Carvalho. Frequentou, sem terminar o curso, a Faculdade de Letras da Universidade de Lisboa, onde, nos anos 1940, integrou o Grupo de Teatro Moderno, então dirigido por Manuel Tânger Corrêa.
A 31 de julho de 1948, casou na igreja de São Sebastião da Pedreira, em Lisboa, com Manuel Tânger Corrêa (Santa Cruz das Flores, Santa Cruz das Flores, 24 de outubro de 1913 – Espanha, 20 de janeiro de 1975), parente de Manuel de Medeiros Tânger e descendente de Manuel Mendes de Tânger, chefe dos Serviços Externos da Caixa de Previdência dos Motoristas, filho de António da Cunha Corrêa, funcionário dos CTT, e de Zélia Tânger Corrêa, ambos naturais da Horta, na ilha do Faial. Do casamento nasceu um filho, o futuro Embaixador António Tânger Corrêa.
Na mesma altura, começou também a declamar poesia, tendo sido privada de vários dos maiores poetas do seu tempo, como Almada Negreiros, Sophia de Mello Breyner Andresen, José Régio e Jorge de Sena, entre outros.
Mudou-se para Paris, onde tirou o curso de dicção de George Le Roy, tornando-se, por convite de Medeiros Gouveia, Lente de Luís Vaz de Camões na Sorbonne.
Como divulgadora de poesia ao longos de vários anos, percorreu todo o Portugal, com a Pró-Arte, e para além dele, no estrangeiro, incluindo América, África e Ásia, acompanhada por vezes pelo pianista Adriano Jordão. 
Foi professora de dicção, ou "Arte de Dizer", no Conservatório Nacional durante 25 anos, e teve vários programas na Radiodifusão Portuguesa e Radiotelevisão Portuguesa (RDP/RTP).
Dirigiu, encenou e adaptou vários espectáculos, entre outros, no Festival de Sintra, na Torre de Belém, no Teatro São Luiz e no Festival de Teatro de Almada, no qual foi homenageada em 1998, e terminou a sua carreira artística com um espectáculo no Teatro da Trindade, em novembro de 1999, após o que, a 11 de março de 2000, foi feita Grande-Oficial da Ordem do Infante D. Henrique.
A 14 de maio de 2010, foi agraciada pela Câmara Municipal de Lisboa com a Medalha Municipal de Mérito Grau Ouro.
Em Abril de 2016, para celebrar os seus 96 anos, lançou o livro Vidas numa Vida através da editora Manufactura.
Vivia em Lisboa quando morreu, a 22 de Janeiro de 2018, aos 98 anos de idade. Foi sepultada no Cemitério de Queluz, onde também se encontra sepultado o marido. Por sua vontade expressa, o seu espólio foi doado à Fundação António Quadros.

## Prémios e Reconhecimento
Recebeu várias distinções ao longo da vida e foi alvo de várias homenagens, entre elas:
1998 - homenagem pelo Festival de Teatro de Almada
2000 - O governo português distinguiu-a com Ordem do Infante Dom Henrique que lhe foi entregue por Jorge Sampaio que era na altura presidente
2010 - A Câmara Municipal de Sintra distinguiu-a com Medalha de Mérito Municipal – Grau Ouro
2010 - O seu nome foi dado a uma rua da freguesia de São Martinho em Sintra
2010 - O Teatro de São Carlos homenageou-a em Lisboa no Festival ao Largo
2010 - A Câmara Municipal de Lisboa agraciou-a com a Medalha de Mérito – Grau Ouro
2013 - Foi homenageada no dia do mundial do teatro pelo Teatro Nacional Dona Maria II, com a declamação da Ode Marítima de Fernando Pessoa, pelo actor João Grosso

2013 - Recebeu da Comissão para a Cidadania e a Igualdade de Género (CIG), o Prémio Mulheres Criadoras de Cultura, na categoria teatro

## Ligações Externas
- Paula Moura Pinheiro entrevista Maria Germana Tânger no programa Câmara Clara
- Maria Germana Tânger declama poesia de Jorge de Sena (1973) - Arquivos RTP
- Peça de teatro “O Mar” - Germana foi uma das actrizes - Arquivos RTP